# Niederschneiding
Niederschneiding ist ein Ortsteil der Gemeinde Oberschneiding im Landkreis Straubing-Bogen in Niederbayern.
Das Dorf liegt knapp zwei Kilometer nordöstlich vom Ort Oberschneiding. Es befindet sich im Gäuboden am Übergang zum Donau-Isar-Hügelland. Durch Niederschneiding führt die Kreisstraße SR 31, die Bundesstraße 20 verläuft etwa einen Kilometer westlich.

Es war stets landwirtschaftlich geprägt und besteht bis heute weitestgehend aus landwirtschaftlichen Anwesen.

## Geschichte
Die erste urkundliche Erwähnung des Ortes Niederschneiding erfolgte im Jahr 1336 in einem Güterverzeichnis der Regensburger Benediktinerabtei St. Emmeram.
Im Gerichtsverzeichnis von 1599 wird Niederschneiding als Hauptmannschaft genannt, später war Niederschneiding eine eigene Obmannschaft. Die Obmannschaft Niederschneiding war dem Unteramt Salching des Landgerichts Straubing unterstellt, Niederschneiding war stets landgerichtsunmittelbar.
Um 1720 wurde in Niederschneiding die katholische Kirche St. Petrus errichtet, die heute eine Filialkirche der katholischen  Pfarrei Oberschneiding ist.
Nach der Auflösung der Obmannschaften war Niederschneiding Teil des Steuerdistrikts Münchshöfen. 1821 wurde die Gemeinde Niederschneiding gebildet, zu der neben Niederschneiding die Ortsteile Fierlbach, Münchshöfen, Niederwalting und Taiding sowie der Schierlhof gehörten.
Am 1. Januar 1972 wurde die Gemeinde Niederschneiding im Rahmen der Gebietsreform aufgelöst und mit allen Ortsteilen nach Oberschneiding eingemeindet.